# 龍首下口鯰
龍首下口鯰，為輻鰭魚綱鯰形目甲鯰科的其中一種，為熱帶淡水魚，分布於南美洲亞馬遜河中游流域，體長可達24.8公分，棲息在底層水域，生活習性不明。
其种加词“carinatus”意为“具龙骨状脊的”。